# Китайский энтехинус
Китайский энтехинус, или большой эурифолис (лат. Ptyas major), — вид змей из семейства ужеобразных, обитающий в Азии.

## Описание
Общая длина составляет от 75 см до 1,2 м, максимальная длина — 1,3 м. Голова узкая. Туловище стройное с гладкой чешуёй. У самцов на спине она немного килеватая. Спина окрашена в ярко-зелёный цвет. Брюшная сторона зеленовато-жёлтая. У некоторых особей могут быть чёрные пятна, которые хаотично разбросаны по бокам.

## Образ жизни
Населяют широколиственные леса в холмистой и горной местности, а также древесно-кустарниковые заросли, влажные горные луга. Медленная змея, однако при опасности способна развивать большую скорость. Активна днём. Питается дождевыми червями.

## Размножение
Это яйцекладущая змея. Самка откладывает от 2 до 16 яиц. Молодые змеи появляются через 2 месяца длиной 26 см.

## Распространение
Ареал вида охватывает территорию Китая (провинции Гонконг, Хайнань, Хэнань, Ганьсу), а также Тайваня, северного Вьетнама и Лаоса.